# 히우라촌
히우라촌(日浦村)은 일본 히로시마현 아사군에 설치되었던 촌이다. 현재의 히로시마시 아사키타구의 일부에 해당한다.